# Hegumen
Un hegumen o higumen és el superior d'un monestir ortodox. Com a terme és equivalent a Occident amb el d'abat o abadessa, tot i que també pot ser utilitzat per comunitats catòliques de ritu bizantí. El terme prové del grec ἡγούμενος (hêgoúmenos), participi present del verb ἡγέομαι (hêgéomai), que significa literalment anar davant, o conduir, comandar. En macedònic, búlgar i rus, la paraula s'escriu игумен, i es transcriu igumen; en ucraïnès ігумен, transcrit ihumen, en georgià იღუმენი, transcrit igumen, en serbi игуман, transcrit iguman. En romanès la paraula es tradueix egumen.